# Žlutodřev
Žlutodřev (Zanthoxylum) je rod rostlin patřící do čeledi routovité (Rutaceae). zahrnuje asi 250 druhů. Jsou to opadavé či stálezelené keře, stromy a popínavé rostliny se zpeřenými či trojčetnými listy, rozšířené v tropech, subtropech a teplých temperátních oblastech celého světa. Název odkazuje ke žlutému jádrovému dřevu některých druhů.

## Použití
Některé druhy rodu žlutodřev lze použít v ČR jako okrasné rostliny. Jsou to efektní solitéry, ale mají jen sbírkový význam, jsou pěstovány sběrateli. Pěstují se též jako bonsaje. Tobolky druhu Zanthoxylum piperitum jsou známy jako koření sečuánský pepř.